# Vauvillers (Somme)
Vauvillers település Franciaországban, Somme megyében. Lakosainak száma 218 fő (2022. január 1.). Vauvillers Framerville-Rainecourt, Harbonnières, Lihons és Rosières-en-Santerre községekkel határos.

## Népesség
A település népessége az elmúlt években az alábbi módon változott:
| Lakosok száma | 266  | 260  | 258  | 246  | 236  | 225  | 220  | 216  | 218  |
|               | 2013 | 2015 | 2016 | 2017 | 2018 | 2019 | 2020 | 2021 | 2022 |